# Vlajka Uzbekistánu

Uzbecká vlajka
Poměr stran: 1:2

Uzbecká válečná vlajka
Poměr stran: 1:2

Vlajka Uzbekistánu je tvořena třemi vodorovnými pruhy: světle modrým, bílým a zeleným. Pruhy jsou od sebe oddělené úzkými červenými proužky. Na světle modrém pruhu je vlevo umístěný půlměsíc a vedle dvanáct pěticípých hvězd. Vlajka byla přijata 18. listopadu 1991.
Modrá na vlajce je barva Timura (nebo Tímura Lenka, v Evropě známého pod jménem Tamerlán), což byl ve 14. století vládce rozsáhlé říše s centrem v Uzbekistánu. Bílá je barvou míru a zelená symbolizuje vegetaci místní krajiny. Červená ve dvou tenkých pruzích je znakem životaschopnosti. Dvanáct hvězd reprezentuje měsíce islámského kalendáře, půlměsíc je vyjádřením muslimské víry obyvatel Uzbekistánu.

Rozměry uzbecké vlajky
Hvězdy na vlajce jsou uspořádány tak, že vizuálně tvoří nápis Alláh v arabském písmu
Vlajka uzbeckého prezidenta Poměr stran: 1:2

## Historie

Vlajka Uzbecké SSR (1925–1926) Poměr stran: 1:2
Vlajka Uzbecké SSR (1926–1931) Poměr stran: 1:2
Vlajka Uzbecké SSR (1931–1935) Poměr stran: 1:2
Vlajka Uzbecké SSR (1935–1937) Poměr stran: 1:2
Vlajka Uzbecké SSR (1937–1941) Poměr stran: 1:2
Vlajka Uzbecké SSR (1941–1952) Poměr stran: 1:2
Vlajka Uzbecké SSR (1952–1991) Poměr stran: 1:2
Vlajka Uzbecké SSR (1952–1991), rubová strana

## Karakalpakstánská vlajka

Administrativn členění Uzbekistánu

Uzbekistán se člení na hlavní město Taškent, autonomní republiku Karakalpakstán a 12 oblastí. Autonomní republika užívá vlastní vlajku.

Karakalpakstánská vlajka Poměr stran: 1:2